# 硬质早熟禾
硬质早熟禾（学名：Poa sphondylodes），又稱龍鬚草，为禾本科早熟禾属下的一种多年生草本植物，生長於水邊濕地。高30-60cm，叶扁平而粗糙，长3-7釐米，宽约1毫米，圆锥花序，花期和果期在5至8月間。全草入藥，有清热解毒、利尿通淋的功效。